# Torfbahn Pelgorskoje
| Torfbahn Pelgorskoje              | Torfbahn Pelgorskoje |
| --------------------------------- | -------------------- |
| Netzwerk der Torfbahn Pelgorskoje |                      |
| Streckenlänge:                    | 20 km                |
| Spurweite:                        | 750 mm (Schmalspur)  |
|                                   |                      |

Die Torfbahn Pelgorskoje (russisch Узкоколейная железная дорога Пельгорского торфопредприятия, transkr. Uskokoleinaja schelesnaja doroga Pelgorskowo torfopredprijatija, transl. Uzkokolejnaâ železnaâ doroga Pel’gorskogo torfopredpriâtiâ) ist eine 20 Kilometer lange Schmalspurbahn bei der Siedlung Rjabowo (Рябово) im Tosnenski rajon der Oblast Leningrad in Russland.

## Geschichte
Die Schmalspurbahn wurde in den 1950er Jahren gebaut und eröffnet. Die Eisenbahn wurde gebaut, um Torf und Arbeiter zu befördern, und fährt das ganze Jahr über. Im Jahr 2001 begann die Torf-Firma Pelgorskoje-M (Пельгорское-М) damit, die Ausrüstung zu ersetzen und die Eisenbahn zwischen den Torfmooren und den Verarbeitungsanlagen zu reparieren. Die Gesamtlänge der Schmalspurbahn überschritt auf dem Höhepunkt ihrer Entwicklung 25 Kilometer, von denen derzeit(2016) noch zwanzig Kilometer in Betrieb sind. 2004 wurde eine Torffabrik errichtet und in Betrieb genommen. 2016 wurden Reparaturen an der Strecke vorgenommen.

## Schienenfahrzeuge

### Lokomotiven
- Diesellok der SŽD-Baureihe ТУ6А – № 1650, 1903
- Diesellok der SŽD-Baureihe ТУ8Г – № 0015
- Diesellok ESU2A – № 607
- Draisine TD-5U

### Spezialfahrzeuge
- Schneepflug PS-1
- Gleisbaukran PPR2ma – № 275

### Güter- und Personenwagen
Es gibt unter anderem mehrere Torfloren des Typs TSW6A, offene Güterwagen, Tankwagen für die Feuerwehr, Personenwagen des Typs PW40 sowie Schüttgutwagen für Schotter zum Gleisbau.

## Siehe auch

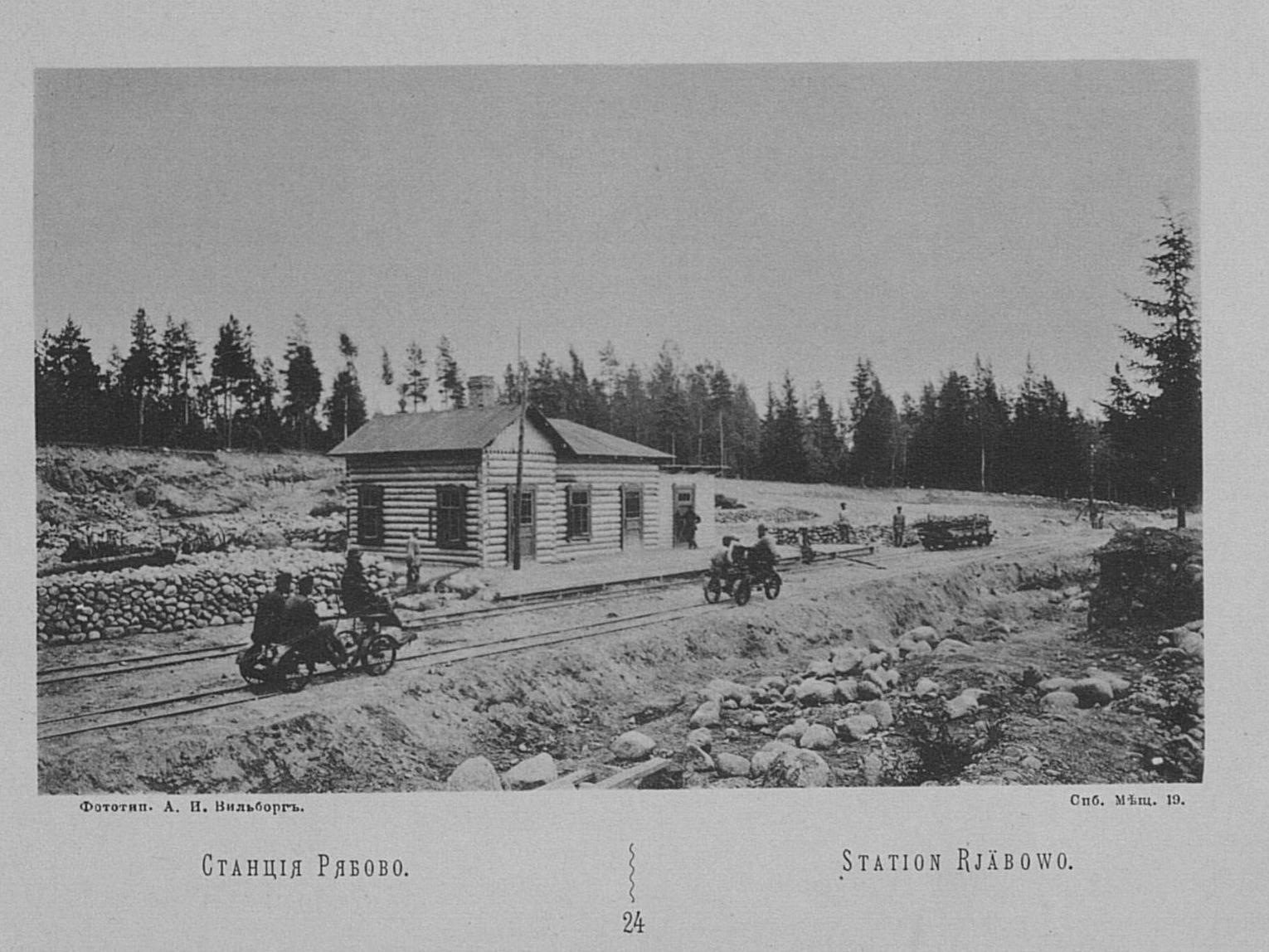
Irinowkabahn: Station Rjäbowo